# Happy Camping
Happy Camping (Alternativtitel: Picknick mit Fußangeln) ist ein US-amerikanischer Zeichentrick-Kurzfilm um Donald Duck und Ahörnchen und Behörnchen aus dem Jahr 1950. Regie führte Jack Hannah.

## Handlung
Als Ahörnchen und Behörnchen Donald Duck in seinem Wohnwagen entdecken, beschließen sie ihn etwas zu ärgern. Sie springen auf der Hupe seines Autos herum, bis er wach wird. Er schnappt sich Behörnchen, doch Ahörnchen beißt ihm in den Fuß. Sie fliehen und imitieren anschließend lachend Donalds Fluchen.
Kurz darauf möchte Donald schwimmen gehen und findet ein passendes Sprungbrett. Doch die beiden Streifenhörnchen manipulieren es so, dass er immer wieder auf dem Boden und auf Steinen landet. Am Ende kracht er durch das Dach seines Wohnwagens. Schließlich schnappt sich Donald die beiden, schmeißt sie in seine Hupe und verpasst ihnen so eine Abreibung. Doch das stachelt die beiden nur weiter an. Sie suchen sich eine Pinie und bombardieren Donald mit Zapfen durch das Loch des Wohnwagens beim Frühstücken. Donald ist sauer und versucht die beiden mit seinem Wagen zu überfahren. Er fährt die Pinie hoch, die sich anschließend biegt. Als Ahörnchen und Behörnchen von der Pinie hinunterspringen wird das Auto gegen einen Fels katapultiert und zerstört. Der benommene Donald umfasst die Reste des Steuerrads und bedient die Hupe mit seinem Mund. Als würde er noch in einem Auto sitzen „fährt“ er benommen und hupend von dannen.

## Hintergrund
Der Film erhielt seinen Kinostart am 28. April 1950. Den Verleih übernahm RKO Pictures. Auf VHS erschien der Kurzfilm erstmals in den 1980ern auf der Kompilation Donald (Duck) geht in die Luft und war auch in der ARD zu sehen. 1990 wurde der Film erneut auf Goofy präsentiert veröffentlicht.  Eine DVD-Version erschien 2004 auf der DVD-Kompilation Chip & Chap – Lustige Streiche, 2005 auf Abenteuer Spaß Superstars sowie 2009 auf Walt Disney Kostbarkeiten – Donald im Wandel der Zeit 3.